# Harvey Station
Harvey Station ist eine Ortschaft im kanadischen New Brunswick, York County (New Brunswick). Der Ort hat 358 Einwohner (Stand: 2016). 2011 betrug die Einwohnerzahl 363 und liegt etwa 35 km südwestlich von der Hauptstadt Fredericton entfernt. Die Gemeinde liegt in einem Tal und im Norden schließt sich der Cranberry Lake, auch bekannt als Harvey Lake, an.

## Geschichte
Der Name der Ortschaft geht zurück auf die ehemals südlich gelegene Siedlung Harvey Settlement (Kirchengemeinde von Manners Sutton). Harvey Station war der Name des Bahnhofs am nördlichen Rand von Harvey Settlement, der während der Errichtung der Bahnstrecke European and North American Railway (Western Extension) von Saint John nach Vanceboro, Maine, gebaut wurde. Mehrere Kaufleute, Hoteliers und weitere Geschäfte ließen sich in Bahnhofsnähe nieder und etablierten damit ein neues Geschäftsviertel.

## Bahnhof
1852 unterzeichnete die Regierung von New Brunswick und die European and North American Railway einen Vertrag zur Errichtung einer Eisenbahnstrecke als Verbindung zwischen Nova Scotia und Maine. Um 1869 war bereits die Strecke zwischen Saint John und Fredericton fertig und verlief weiter durch den nördlichen Rand von Harvey Settlement.
Der Passagier-Bahnhof wurde 1869 gebaut und 1909 verlängert, während die anliegende Gemeinde Harvey Station benannt wurde. Die European and North American Railway wurde später von der New Brunswick Railway aufgenommen, welche wiederum in den 1880er Jahren ein Teil der Canadian Pacific Railway (CPR) wurde. Harvey wurde dann eine Station der transkontinentalen Strecke von Saint John nach Montreal. Die neue Passagierverbindung brachte Wachstum und Wohlstand nach Harvey. Es wurde Hotels für Zugreisende und Geschäfte und Fabriken zur lokalen Versorgung errichtet.

## Persönlichkeiten
- Greg Byrne (* 1960), Politiker, geboren in Harvey
- Sarah Emma Edmundson (1841–1891), Soldat und Spionin
- Don Messer (1909–1973), Musiker
- Wendy Nielsen, Opernsängerin